# مصطفی رضاحسینی قطب‌آبادی
مصطفی رضاحسینی قطب‌آبادی در سال ۱۳۴۹ در یک خانواده شهربابکی الاصل در تهران به دنیا آمد پدرش مهندس موتورهای بوئینگ و شاغل در فرودگاه مهرآباد بود. در سن ۶ سالگی به‌همراه خانواده از تهران به شهربابک نقل‌مکان کرده و تحصیلات خود را در مدرسه ابتدایی دهخدا، راهنمایی سالاری و دبیرستان آیت‌الله کاشانی گذراند، سپس در مقطع لیسانس از دانشگاه آزاد اسلامی کرمان فارغ‌التحصیل گردید و مدرک کارشناسی ارشد خود را از دانشگاه صنعت و معدن اخذ نمود؛ در طول دوران جنگ ایران و عراق و در سن ۱۳ سالگی به‌عنوان رزمنده بسیجی به جبهه‌های جنگ رفت.
فروردین ۱۳۹۵ رئیس مجلس شورای اسلامی طی حکمی رضا حسینی قطب آبادی را به‌عنوان «مدیرکل ارزیابی عملکرد، بازرسی و رسیدگی به شکایات مجلس شورای اسلامی» منصوب کرد.

## اعتصاب غذا
در آبان ۱۳۹۹ وی اعلام کرد در اعتراض به ربا‌خواری بانک‌ها و وضع معیشت مردم در دفترش در مجلس اعتصاب غذا می‌کند. وی گفت: «مردم می‌گویند اقتصادشان موقعی رو به زوال رفت که ربا وارد آن شد و دستور خدا، قرآن و دین در آن نادیده گرفته شد. بانک‌ها پول مردم را جمع کردند و از همان پول به مردم وام دادند و سودهای کلان گرفتند و تأخیر و جریمه اخذ کردند»